# 버펄로 세이버스

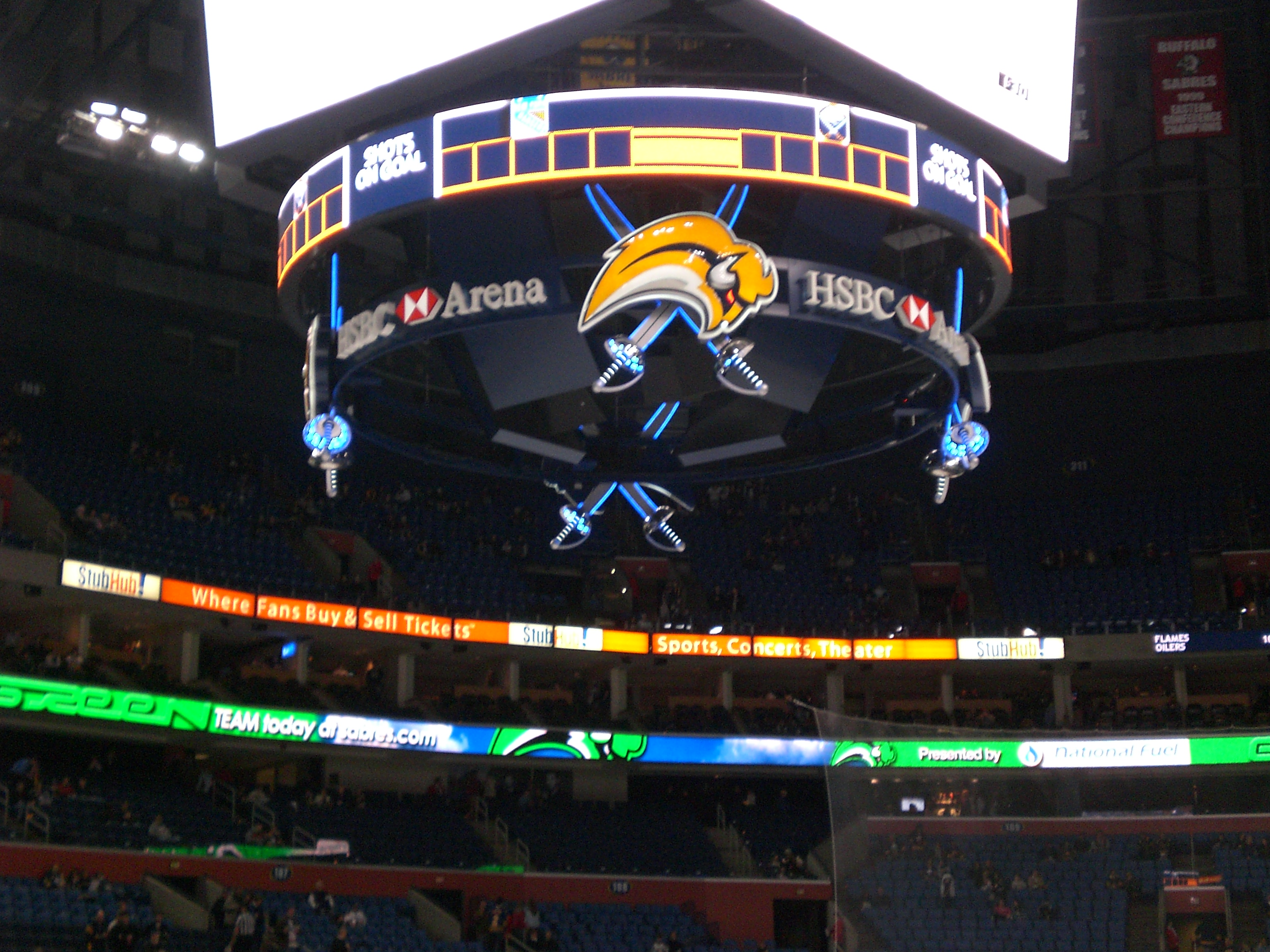

버펄로 세이버스(영어: Buffalo Sabres)는 미국 뉴욕주 버펄로를 연고지로 하는 내셔널 하키 리그(NHL)의 동부 콘퍼런스 애틀랜틱 디비전 소속 아이스 하키팀이다.

## 역대 홈경기장
| 경기장                     | 사용기간      | 수용인원 | 장소          | 비고 |
| -------------------------- | ------------- | -------- | ------------- | --- |
| 버펄로 메모리얼 오디토리움 | 1970년~1996년 | 14,337명 | 뉴욕주 버펄로 | 빈칸 |
| 키뱅크 센터                | 1996년~현재   | 19,070명 | 뉴욕주 버펄로 | 크로스로즈 아레나(개장전~1996년) 마린 미들랜드 아레나(1996년~1999년) HSBC 아레나(2000년~2011년) 퍼스트 나이아가라 센터(2011년~2016년) |

## 영구 결번
| 번호 | 선수명          | 포지션   | 활동 기간   | 지정일             |
| ---- | --------------- | -------- | ----------- | ------------------ |
| 2    | 팀 호턴         | 수비수   | 1972~1974년 | 1996년 1월 15일    |
| 7    | 릭 마틴         | 레프트윙 | 1971~1981년 | 1995년 11월 15일 1 |
| 11   | 질베르 페로     | 센터     | 1970~1987년 | 1990년 10월 17일 1 |
| 14   | 르네 로베르     | 라이트윙 | 1972~1979년 | 1995년 11월 15일 1 |
| 16   | 팻 라폰테인     | 센터     | 1991~1997년 | 2006년 3월 3일     |
| 18   | 대니 게어       | 라이트윙 | 1974~1981년 | 2005년 11월 22일   |
| 39   | 도미니크 하셰크 | 골텐더   | 1992~2001년 | 2015년 1월 13일    |

비고
- 1 로베르의 등번호 14번, 마틴의 7번이 결번식에, 질베르 페로도 "프렌치 커넥션"이 함께 은퇴하는 것이기에 참석했다. 페로의 11번은 내려졌다가 '더 프랜치 커넥션' 현수막 아래에 다른 두 선수의 등번호 현수막 중앙에 달아 다시 올려졌다.
- 구단의 공동 창립자인 시모어 H. 녹스 3세와 노드럽 R. 녹스를 기리기 위해, 그들의 앞 글자를 딴 SHK III와 NRK이 적힌 두 현수막이 키뱅크 센터 서까래에 걸려있다.
- 등번호 89번은 비공식적으로 결번됐다. 알렉산드르 모길니가 구단을 떠난 후, 다시 사용되지 않았다. 코리 코네커는 모길니를 존중하기 위해 일부러 등번호를 89번으로 바꿨다. 이와 비슷하게 89번을 달던 라이언 밀너 또한 등번호 89번이 결번 되기 한참 전이었던 때에 세이버스에 있는 동안 하셰크를 존중하기 위해 30번으로 바꿔달았다.
- NHL은 2000년 NHL 올스타전에서 웨인 그레츠키의 99번을 리그 전 구단 결번으로 지정했다.